# بلبل، حلب
بلبل (به عربی: بلبل) یک روستا در سوریه است که در استان حلب واقع شده‌است. بلبل ۱٬۷۴۲ نفر جمعیت دارد.